# Лущицький Микола Олександрович
Микола Олександрович Лущицький (нар. 1908, Російська імперія — пом. вересень 1954, УРСР) — український радянський футбольний суддя та функціонер.

## Життєпис
У 30-40-их роках XX століття займався суддівством, провів 8 поєдинків як головний суддя.
Після завершення Другої світової війни почав працювати тренером. З 1947 по 1948 роки він працював тренером у дніпропетровській «Сталі». У 1949 році, після зміни назви на «Металург» він залишився працювати головним тренером клубу. У 1954 році він знову очолив дніпропетровський клуб.
Крім того, з 1948 по 1954 роки займав посаду голови Федерації футболу Дніпропетровської області. У вересні 1954 року під час одного з матчів захворів і по дорозі в лікарню помер в машині швидкої допомоги. Лікарі зафіксували зупинку серця.